# Ла-Мата-де-Ледесма
Ла-Мата-де-Ледесма (ісп. La Mata de Ledesma) — муніципалітет в Іспанії, у складі автономної спільноти Кастилія-і-Леон, у провінції Саламанка. Населення — 118 осіб (2010).
Муніципалітет розташований на відстані близько 200 км на захід від Мадрида, 25 км на захід від Саламанки.
На території муніципалітету розташовані такі населені пункти: (дані про населення за 2010 рік)
- Ель-Барреро-де-Поркеріса: 2 особи
- Хехо-де-Дієго-Гомес: 6 осіб
- Ла-Мата-де-Ледесма: 91 особа
- Поркеріса: 4 особи
- Посос-де-Мондар: 15 осіб

## Демографія
Динаміка населення (INE ):

## Зовнішні посилання
- Провінційна рада Саламанки: індекс муніципалітетів [Архівовано 23 квітня 2009 у Wayback Machine.]
- Посилання на Google Maps